# Carlos Cáceres Contreras
Carlos Francisco Cáceres Contreras (Valparaíso, 7 de octubre de 1940) es un economista, académico, empresario y político chileno, que se desempeñó como ministro de Estado —en las carteras de Hacienda (1983-1984) e Interior (1988-1990)—, y como presidente del Banco Central de Chile (1982-1983), cargos que ejerció durante la dictadura militar encabezada por Augusto Pinochet.

## Familia y estudios
Nació en la comuna chilena de Valparaíso el 7 de octubre de 1940. Realizó sus estudios primarios y secundarios en el Colegio de los Padres Franceses de Valparaíso. Continuó los superiores en la Escuela de Negocios de la Fundación Adolfo Ibáñez de la Universidad Católica de Valparaíso, titulándose como ingeniero comercial.
Posteriormente cursó un Master of Business Administration (MBA) en la Universidad Cornell y también efectuó un posgrado en la Universidad de Harvard, ambas de Estados Unidos.
Casado con Inés Solórzano, tuvo seis hijos.

## Vida política
En 1976, en el marco de la dictadura militar, fue nombrado por el general Augusto Pinochet, presidente de la Junta Militar de Gobierno, como miembro del Consejo de Estado. Más adelante, el 3 de septiembre de 1982, pasó a desempeñarse como presidente del Banco Central, puesto de dejó el 3 de febrero de 1983. Once días después fue nombrado como titular del Ministerio de Hacienda, donde se mantuvo hasta el 22 de abril de 1984. Durante su gestión en la cartera fiscal, se incluyó la renegociación de deudas internas y externas, el aumento de los aranceles de un 10 por ciento a un 20 por ciento, el cálculo del dólar según la inflación interna, un programa especial de ventas del stock de viviendas y un incremento del impuesto a las gasolinas.
Posteriormente, el 21 de octubre de 1988, retornó al gabinete, tras la derrota del régimen en el plebiscito del 5 de octubre de ese año, siendo nombrado como ministro del Interior, fungiendo como tal hasta el fin de la administración el 11 de marzo de 1990. Al mando de la secretaría de Estado más antigua e importante del gabinete, entre  mayo y junio de 1989 le correspondió encabezar las negociaciones entre el oficialismo y la oposición para consensuar las reformas constitucionales que fueron sometidas a plebiscito el 30 de julio de dicho año.

## Vida empresarial
En el ámbito profesional, actuó como presidente de la Compañía Chilena de Tabacos, de Empresas Carozzi, de Chilectra y de Empresas AASA, entre otras. Por otra parte, reemplazó al ingeniero José Yuraszeck en la presidencia de Enersis tras el llamado «caso Chispas». También integró los directorios del Banco HNS, Almacenes Paris, Invertec, Sipsa, San Jorge, Bice Vida, Empresas Torre y Pesquera Coloso.
Desde mediados de 1991 presidió el consejo directivo del Instituto Libertad y Desarrollo (LyD), un think tank ligado a la derecha política chilena. A fines de la década de 1990 sus principales apariciones públicas fueron en apoyo al general Pinochet durante su arresto en Londres, Reino Unido, y al candidato de la Unión Demócrata Independiente (UDI), Joaquín Lavín, en la elección presidencial de 1999-2000, donde resultó en segundo lugar.
También ha desarrollado actividades académicas, siendo director del Instituto de Economía Política de la Universidad Adolfo Ibáñez y docente en la Universidad del Desarrollo.

### Distinciones
- Distinción «Personas y Desarrollo» conferida en el marco del Congreso Percade 2009.[13]
- Premio Nacional del Colegio de Ingenieros 2009.[6]